# Кэмеронский университет
Кэмеронский университет (англ. Cameron University) — общественный университет в Лотоне, штате Оклахома, США. Основан в 1908 году как как Кэмеронская государственная школа сельского хозяйства (англ. Cameron State School of Agriculture). По состоянию на осень 2024 года в университете обучается 3 700 студентов.

## История
В 1900-х годах Ассоциация по развитию университетов под эгидой Торговой палаты Лотона организовала покупку 220 акров (0,88 км²) земли в двух милях (трёх км) к западу от города. Первоначально целью было создание частного баптистского колледжа, однако летом 1908 года договоренности с баптистами были расторгнуты. Тогда католическая церковь обратилась к Ассоциации с предложением основать на этом месте учебное заведение для мужчин, но этот план был отвергнут городскими властями, которые были преимущественно протестантами. В том же году, через год после присоединения Оклахомы к США, легислатура штата учредила по шесть сельскохозяйственных старших школ в каждом судебном округе. Поэтому в апреле 1909 года Лотон, уже выделивший место под постройку учебного заведения, получил право открыть одну из таких школ вместо Анадарко.
Кэмеронская государственная школа сельского хозяйства (англ. Cameron State School of Agriculture) была названо в честь преподобного Эвана Дху Кэмерона, баптистского священника и первого школьного суперинтенданта Оклахомы. Первые занятия были проведены в День государственности, 16 ноября 1909 года, в подвале здания банка, поскольку здание кампуса только строилось. В 1927 году школа открыла программы младшего колледжа, когда местные потребности в высшем образовании превысили предложение в Юго-Западной Оклахоме. В связи с этим она была переименована в Кэмеронский государственный сельскохозяйственный колледж (англ. Cameron State Agricultural College). К 1941 году программа старшей школы была закрыта. а также была сформирована система высшего образования Оклахомы, и заведение в Лотоне было классифицировано исключительно как младший колледж, присоединился к группе учебных заведений, управляемых Попечительским советом колледжей A&M Оклахомы.
Основываясь на дополнительных разработках программ и учебного плана, в 1966 году легислатура приняла законопроект, разрешающий Управлению высшего образования Оклахомы разрешить колледжу присуждать степени бакалавра. В 1971 году название учебного заведения было сокращено до Кэмерон Колледжа (англ. Cameron College), а в 1974 году изменено на Кэмеронский университет (англ. Cameron University). С 1969 по 1980 год пост президента занимал доктор Дональд Дж. Оуэн. При нём к западу от кампуса была построена новая резиденция президента, сам университет входил в систему Университета штата Оклахома, а футбольная и баскетбольная команды впервые выиграли свои чемпионаты NAIA.
В 1988 году Управление разрешило университету присуждать степени бакалавра. В 1990-х годах Кэмеронский университет перешёл в ведение попечительского совета Оклахомского университета. С 1980 по 2002 год президентом был Дон Дэвис, сын президента университета с 1957 по 1960 год Кларенса Л. Дэвиса. Дэвис-младший, до становления президентом Кэмерона бывший членом легислатуры от Лотона, смог обеспечить финансирование для университета, которое помогло ему стать ведущим высшим учебным заведением на юго-западе Оклахомы. Также во время пребывания президентства Дэвиса была основана университетская радиостанция KCCU 89.3, а на ежегодном академическом фестивале выступали многие известные ученые, включая Ричарда Лики и Корнела Уэста. В мае 2004 года в введение Кэмерона перешёл Дунканский центр высшего образования в Дункане, после чего он был переименован в Кэмеронский университет в Дункане.